# Росляков, Александр Иванович
Александр Иванович Росляков (9 августа 1916, Волчата, Вятская губерния — 31 мая 1991, Калининград) — участник Великой Отечественной войны, командир отделения роты автоматчиков 192-го гвардейского Ленинградского ордена Александра Невского стрелкового полка 63-й гвардейской стрелковой дивизии 2-й ударной армии Ленинградского фронта, гвардии старший сержант. Один из 29 полных кавалеров, награждённых четырьмя орденами Славы (двумя орденами Славы 1-й степени).

## Биография
Родился 9 августа 1916 года в деревне Волчата в семье служащего. Русский по национальности. Жил в городе Слободской Кировской области. Окончил 8 классов в 1931 году. Работал бухгалтером сплав-конторы.
В Красной Армии с 1937 года. На фронте в Великую Отечественную войну с июня 1941 года.
Командир отделения роты автоматчиков 192-го гвардейского Ленинградского ордена Александра Невского стрелкового полка (63-я гвардейская стрелковая дивизия, 2-я ударная армия, Ленинградский фронт) гвардии старший сержант Александр Росляков в боях за опорный пункт Лилиенбахд (1 км северо-восточнее города Нарва, Эстония) 8-14 марта 1944 года истребил до десяти гитлеровцев. 9 марта 1944 года отделение во главе с гвардии старшим сержантом Александром Росляковым подобралось к вражеской пулеметной точке, уничтожило её расчет, а из пулемёта открыло огонь по врагу, отразило его контратаки, вывело из строя до двадцати немецких солдат. За мужество и отвагу, проявленные в боях, гвардии старший сержант Росляков Александр Иванович 20 марта 1944 года награждён орденом Славы 3-й степени.
10 июня 1944 года в том же боевом составе (21-я армия) гвардии старший сержант Александр Росляков в районе населённого пункта Тиртулла (1 км юго-восточнее города Кивеннапа Ленинградской области) ворвался в траншею противника, сразил пятерых вражеских солдат и одного взял в плен. Бойцы успешно форсировали реку Сестра и овладели плацдармом на её правом берегу юго-западнее города Ленинское Ленинградской области. 11 июня 1944 года отделение гвардии старшего сержанта Александра Рослякова ликвидировало свыше двадцати фашистов. За мужество и отвагу, проявленные в боях, гвардии старший сержант Росляков Александр Иванович 19 июня 1944 года награждён орденом Славы 2-й степени.
27 июня 1944 года при взятии высоты юго-восточнее города Выборг подчинённые гвардии старшего сержанта Александра Рослякова атаковали сильно укреплённые позиции противника, гранатами подорвали три дзота с пулемётами и истребили восемь вражеских солдат. Отразив контратаки противника, наши автоматчики удержали высоту до подхода основных сил.
Указом Президиума Верховного Совета СССР от 24 марта 1945 года за образцовое выполнение заданий командования в боях с немецко-фашистскими захватчиками гвардии старший сержант Росляков Александр Иванович награждён орденом Славы 1-й степени, став полным кавалером ордена Славы.
Указом Президиума Верховного Совета СССР от 29 июня 1945 года гвардии старший сержант Росляков Александр Иванович повторно награждён орденом Славы 1-й степени.
В феврале 1945 года в бою под городом Лиепая (Латвия) заменил раненного командира взвода. В упорном бою натиск гитлеровцев был отражён, но сам Росляков получил тяжёлое ранение. В госпитале ему ампутировали ногу. В 1945 году гвардии старшина А. И. Росляков был демобилизован.
До 1947 года жил в городе Слободской Кировской области. Работал в отделе коммунальных предприятий. Затем переехал в Калининградскую область. Работал в системе МВД, бухгалтером в детском приёмнике-распределителе в городе Черняховск, с 1953 года — в Калининграде. С 1962 по 1973 годы трудился в Калининградском областном совете Всесоюзного добровольного пожарного общества сначала бухгалтером, затем мастером-пропитчиком.
Скончался 31 мая 1991 года. Похоронен в Калининграде.

## Награды
- Орден Отечественной войны 1-й степени (06.04.1985)
- Орден Отечественной войны 2-й степени (30.09.1944)
- Орден Красной Звезды (23.09.1943)
- Орден Славы I степени (24.03.1945, № 1475)
- Орден Славы I степени (29.06.1945)
- Орден Славы II степени (19.06.1944)
- Орден Славы III степени (20.03.1944)
- Медаль «За отвагу» (07.08.1943)
- Другие медали